# Tramway de Woltersdorf
Le tramway de Woltersdorf est un tramway situé à l'est de Berlin et a écartement normal (1 435 mm). Il relie la gare de Berlin-Rahnsdorf à la commune de Woltersdorf, dans l'arrondissement d'Oder-Spree. Avec une longueur de 5,6 kilomètres, le réseau est l'un des plus petits d'Allemagne, faisant de Woltersdorf la plus petite ville allemande à posséder un tramway. Le tracé est resté le même depuis son ouverture en mai 1913, malgré plusieurs projets d'extension avortés. En outre, le réseau est l'un des derniers à utiliser les rames de type Gothawagen, fabriquées en RDA. Il est exploité depuis 1991 par la société Woltersdorfer Straßenbahn GmbH, qui est détenue à moitié par la municipalité de Woltersdorf et par l'arrondissement d'Oder-Spree.
En raison de son tracé passant dans la forêt de Berlin Köpenick pour relier la gare de Berlin-Rahnsdorf et la commune de Woltersdorf, le tram joue un rôle important dans le trafic de la région.

## Histoire du réseau

### Planification et construction
À la fin du XIXe siècle, Woltersdorf et les communes adjacentes ont connu une augmentation de population, via l'afflux de Berlinois. Un premier moyen de transport fut mis en place à partir de 1876, une connexion grâce à des bateaux à vapeur reliant Woltersdorf à Erkner. En 1882, un entrepreneur installe une ligne omnibus tirée par des chevaux sur le même trajet, qui, contrairement au bateaux, circule toute l'année. Peu de temps après, une deuxième ligne est mise en place entre Woltersdorf et la gare d'Ekner, financée par la ville. En 1986, la ville a également construit un sentier partant du centre de la ville jusqu'à la gare de Rahnsdorf.
En 1898, la municipalité de Woltersdorf établit un plan de développement des zones à l'ouest du village. En 1903, le marchand Bruno Wilhelmi créa sur ces zones un nouveau quartier : le Schönblick. En raison de l'augmentation de la population, on voit apparaître une plus grande demande de transport vers Berlin. L'association gérant le quartier de Schönblick proposa donc en 1905 la construction d'un tramway de la gare de Berlin-Rahnsdorf à Woltersdorf, via le quartier Schönblick,. Il présente donc le projet à la municipalité qui accepte de mener des études. Le 24 mai 1909, la société Woltersdorfer Straßenbahn GmbH est fondée, qui sera chargée de l'exploitation du tramway. Le 29 juillet 1909, le gouvernement local décide de soutenir financièrement la construction du chemin de fer. La société a ensuite demandé la construction du tramway à l'autorité de surveillance compétente le 2 avril 1910. Cette phase a échoué car la société a fait faillite peu de temps après et aucun remplaçant n'a été trouvé. La compagnie a donc été dissoute le 7 août 1911.

Carte des différentes variantes proposées (tracé sud en rouge, tracé nord en vert et moyen en bleu)

Puisque la municipalité de Woltersdorf ne voulait pas abandonner le projet, ayant promis une subvention de 50 000 marks, encourage l'homme d'affaires Schönblicker Heinrich Polte en juillet 1911 à gérer la construction du tramway. Il a réussi à convaincre la commune de Woltersdorf de construire et d'exploiter le tramway lui-même. Le 27 septembre 1911, le conseil municipal décide à l'unanimité de la construction du tramway. Pour faciliter son financement, les quartiers voisins de Fichtenau et de Grätzenwald devaient participer à la construction du chemin de fer. Ceux-ci ont alors exigé que le tramway passe sur leur territoire. Trois tracés ont alors été proposés :
- La variante sud allait directement de la gare de Rahnsdorf à Woltersdorf via la Berliner Straße et le quartier Schönblick pour se terminer à l'écluse de Woltersdorf. Ce tracé a une longueur de 5,6 kilomètres.
- La variante nord proposait un tracé partant de la gare de Rahnsdorf à Fichtenau puis passant par le sud de Grätzwalde. Après 3,8 kilomètres, il atteint Woltersdorf et rejoint le tracé sud jusqu'à l'écluse. Sa longueur est de 7,2 kilomètres. Le tracé devait d'ailleurs inclure une branche de 2,4 kilomètres de Fichtenau à Klein-Schönbeck
- Une troisième variante "moyenne" a aussi été proposée, qui allait dans un premier temps comme le tracé sud de la gare de Rahnsdorf au quartier de Schönblick puis passait dans quelques rues parallèles avant de rejoindra dans le centre de Woltersdorf le tracé sud. Sa longueur est de 6,1 kilomètres

La municipalité de Kalkberge s'est également vue proposée une participation financière. Au lieu de l'accepter, elle a opté pour un prolongement de la ligne de tramway de Schöneiche.
Le maire en fonction à cette époque, Polte, a fait campagne avec véhémence pour la réalisation de le tracé le plus court en soulignant que traverser une autre commune entraînerait des coûts supplémentaires pour l'utilisation des routes par le tramway. La municipalité à ensuite demandé, le 5 novembre 1911, l'approbation du tracé et de la construction du tramway à l'autorité compétente. Après trois mois de négociations, le ministre prussien des travaux publics, Paul von Breitenbach, donne son approbation le 21 février 1912. Rudolf von der Schulenburg, président du gouvernement de Potsdam, a délivré le 20 mars 1912 le certificat d'agrément pour la construction d'un tramway électrique de la gare de Berlin-Rahnsdorf à l'écluse de Woltersdorf. Ce dernier a été publié le 29 mars 1912 sous le numéro 700 au Journal officiel du gouvernement royal de Potsdam et de la ville de Berlin.
Lors de la construction, des problèmes se sont posés à l'extrémité de la ligne entre la route principale et les écluses, où la topographie nécessitait une pente trop importante. La route a dû être changée dans cette section pour réduire l'inclinaison. L'autorité de surveillance a demandé par ailleurs l'installation de freins à rails magnétique dans les rames pour la sécurité des voyageurs. Le 6 décembre 1912, la compagnie affiche pour la première fois les tarifs définitifs du réseau et la liste des arrêts ; le 10 avril 1913, elle publie les horaires et la fréquence des tramways. Le 17 mai 1913 la tramway entre en service à Woltersdorf avec pour matériel roulant quatre motrices et six wagons,,.

### Débuts jusqu'en 1945
En raison de l'éclatement de la Première Guerre mondiale à l'été 1914, les premiers problèmes se posent pour l'exploitation de la ligne. Les chiffres du trafic ont alors chuté de manière drastique, et une grande partie du personnel a été licencié. Comme dans de nombreuses autres entreprises, les femmes ont alors pris le relais pour l'exploitation du tramway. Comme tout le matériel roulant n'était pas nécessaire en raison du déclin du nombre de passagers, l'administration militaire prussienne a ordonné de prêter deux wagons au réseau de tramway de Spandau (actuellement un quartier de Berlin). Ils y sont parvenus à partir de janvier 1917 pour un loyer mensuel de 100 marks et revinrent à Woltersdorf à la fin de la guerre,.
Dans les années suivant le conflit, le nombre de passagers a fortement augmenté, mais d'autre part, en raison de la hausse de l'inflation, les recettes ont diminué. Une première augmentation du prix du ticket avait déjà eu lieu en mai 1916, mais à partir des années 1920, ces augmentations se sont produites à des intervalles de plus en plus courts. Durant la même période, la compagnie n'a pas pu effectuer les réparations nécessaires sur le réseau et le matériel et rémunérer correctement son personnel. Entre le 8 novembre 1923 et le 31 mars 1924, elle a donc licencié une grande partie du personnel pour permettre au réseau d'être exploité normalement,.
Après 1923, le tramway a de nouveau enregistré une hausse du nombre de passagers, ce qui s'explique notamment par le fait que la commune a autorisé les travailleurs qualifiés et sans emploi à se rendre gratuitement à Berlin. En 1925, Les arrêts Blumenstraße, Lerchenstraße et Lindenallee (aujourd'hui Thälmannplatz) ont été équipés d'abris fixes. La même année, un aiguillage a été installé depuis le dépôt vers la gare du Rahnsdorf. L'hiver suivant, la compagnie s'est procuré un cinquième wagon,. Le 4 juillet 1926, le tramway a dû interrompre sa circulation ; une tempête avait provoqué des inondations dans la ville et rendu les routes et les rails impraticables. Dans les années 1920, le réseau de tramway a également servi au transport de sacs postaux.
Le 19 avril 1929, une approbation a été donnée pour un prolongement de la ligne vers Erkner, via Fangschleuse, Grünheide et Alt Buchhorst. Mais, en raison du manque de fonds et de la construction compliquée d'un pont sur le Flakenkanal, il n'a pas été construit,. Dans la même année, la société de transport de Berlin (BVG) a inauguré la ligne de tramway de la gare de Friedrichshagen à Rahnsdorf -Waldschänke. Les deux lignes sont ainsi séparées de moins d'un kilomètre. Dès 1919, des plans devaient être mis en place pour relier les deux réseaux. La compagnie annule néanmoins le projet,,.
Au cours de la Seconde Guerre mondiale, le tramway de Woltersdorf a enregistré le plus grand nombre de passagers de son histoire. En 1944, le réseau transportait 2,9 millions de passagers, dont de nombreux Berlinois, qui cherchaient une protection contre les bombardements,,. En avril 1945, la circulation a dû s'arrêter à cause de la guerre.

### Après-guerre et RDA
Après les réparations des dégâts causés par la guerre sur les systèmes d'alimentation électrique et sur la ligne aérienne, les premiers tramways ont pu circuler de nouveau en juillet 1945. Par miracle, aucun tramway n'a été endommagé par le conflit, bien qu'une mine ait explosé dans le dépôt.[10] [11]
Les contrôles entre la zone d'occupation soviétique et américaine ont été réalisés à partir de 1949 à la gare de Berlin-Rahnsdorf. À partir du 6 avril 1953, ceux-ci ont été menés dans la forêt du Schönblick, où une cabine de contrôle a été installée [12]. Après la construction du mur de Berlin, ces contrôles ont été réalisés de manière sporadique jusque dans les années 1970.[13]
Toujours en 1949, la gestion du tramway et de la centrale électrique de la commune a été séparée. L'exploitant du réseau est désormais leVE Kreis-Verkehrs und Transportbetrieb.
En 1952, la feuille était dans une communauté gérée Volkseigenen exploitation transférée, la VEB (G) pour le fonctionnement du transport Woltersdorf. 1956 a repris le cercle Fürstenwalde la gestion. Le 1er juin 1963, le train était avec le tram Schöneicher à la VEB (K) Verkehrsbetrieb Schöneiche-Woltersdorf(VSW) a fusionné. Bien que les deux chemins de fer aient été séparés sur le plan spatial et opérationnel l'un de l'autre, la fusion a réduit les frais généraux administratifs et fait un meilleur usage des capacités des ateliers. [4] [10]
En 1969, la VSW a été affiliée à la VEB transport et l'expédition Fürstenwalde en tant que division de transport ferroviaire. L'année suivante, celle-ci a été combinée dans le cadre de Kombinatsbildung avec les autres sociétés de transport du district de Francfort. Le nom officiel de l'opération de tram était depuis lors VEB Kombinat trafic automobile Francfort / Oder, trafic automobile VEB Fürstenwalde, trafic ferroviaire de branche, point de fonctionnement Woltersdorf. Le chemin de fer de filiale a appartenu en plus du tram de Woltersdorfer a mentionné le tram de Schöneicher et le chemin de fer de Strausberger. [10]
Par conséquent, l'entreprise a reçu moins de fonds pour entretenir ses installations. Surtout, les salaires ne pouvaient pas suivre le niveau de l'industrie locale, laissant une grande partie du personnel partir. La pénurie de personnel a donc conduit, le 7 octobre 1969, à l'introduction de l'entreprise Schaffnerlosen (entreprise OS) et à l'installation de Zahlboxen dans la voiture. Depuis ceux-ci ont fait l' esquive plus que facile, a présenté le train le 6 avril 1976 Lochentwerter dans les véhicules. Comme billets ont servi les cartes de commerce des compagnies de transport de Dresde et de Berlin. [10]
En 1977, les premiers Gothawagen arrivèrent de Schwerin, complétés à la fin des années 1980 par d'autres véhicules, dont Dessau et Dresde. Les véhicules sont encore utilisés aujourd'hui. Parallèlement à cela, le traitement de la première voiture historique a commencé.
Le 6 juin 1980, l'arrêt Blumenstraße, qui était auparavant dans une courbe, a été transféré. Cela pourrait être dispensé de Schaffner dans le sidecar, puisque les conducteurs de wagons pourraient observer le changement de passagers dans le rétroviseur. L'année suivante, une halte pour les employés a été mise en place à la gare de Rahnsdorf. [5]

## Infrastructure

### Itinéraire
|  |   |  | Stations            | Communes    | Coordonnées                  |
|  | - |  | ------------------- | ----------- | ---------------------------- |
|  | ■ |  | S-Bahnhof Rahnsdorf | Berlin      | 52° 27′ 06″ N, 13° 41′ 35″ E |
|  | • |  | Goethestraße        | Woltersdorf | 52° 27′ 20″ N, 13° 43′ 35″ E |
|  | • |  | Eichendamm          | Woltersdorf | 52° 27′ 21″ N, 13° 43′ 51″ E |
|  | • |  | Lerchenplatz        | Woltersdorf | 52° 27′ 19″ N, 13° 44′ 05″ E |
|  | • |  | Berliner Platz      | Woltersdorf | 52° 27′ 15″ N, 13° 44′ 23″ E |
|  | • |  | Fasanenstraße       | Woltersdorf | 52° 27′ 11″ N, 13° 44′ 39″ E |
|  | • |  | Thälmannplatz       | Woltersdorf | 52° 27′ 02″ N, 13° 45′ 09″ E |
|  | • |  | Blumenstraße        | Woltersdorf | 52° 26′ 58″ N, 13° 45′ 34″ E |
|  | • |  | Krankenhaus         | Woltersdorf | 52° 26′ 50″ N, 13° 45′ 41″ E |
|  | ■ |  | Schleuse            | Woltersdorf | 52° 26′ 36″ N, 13° 45′ 50″ E |

## Galerie

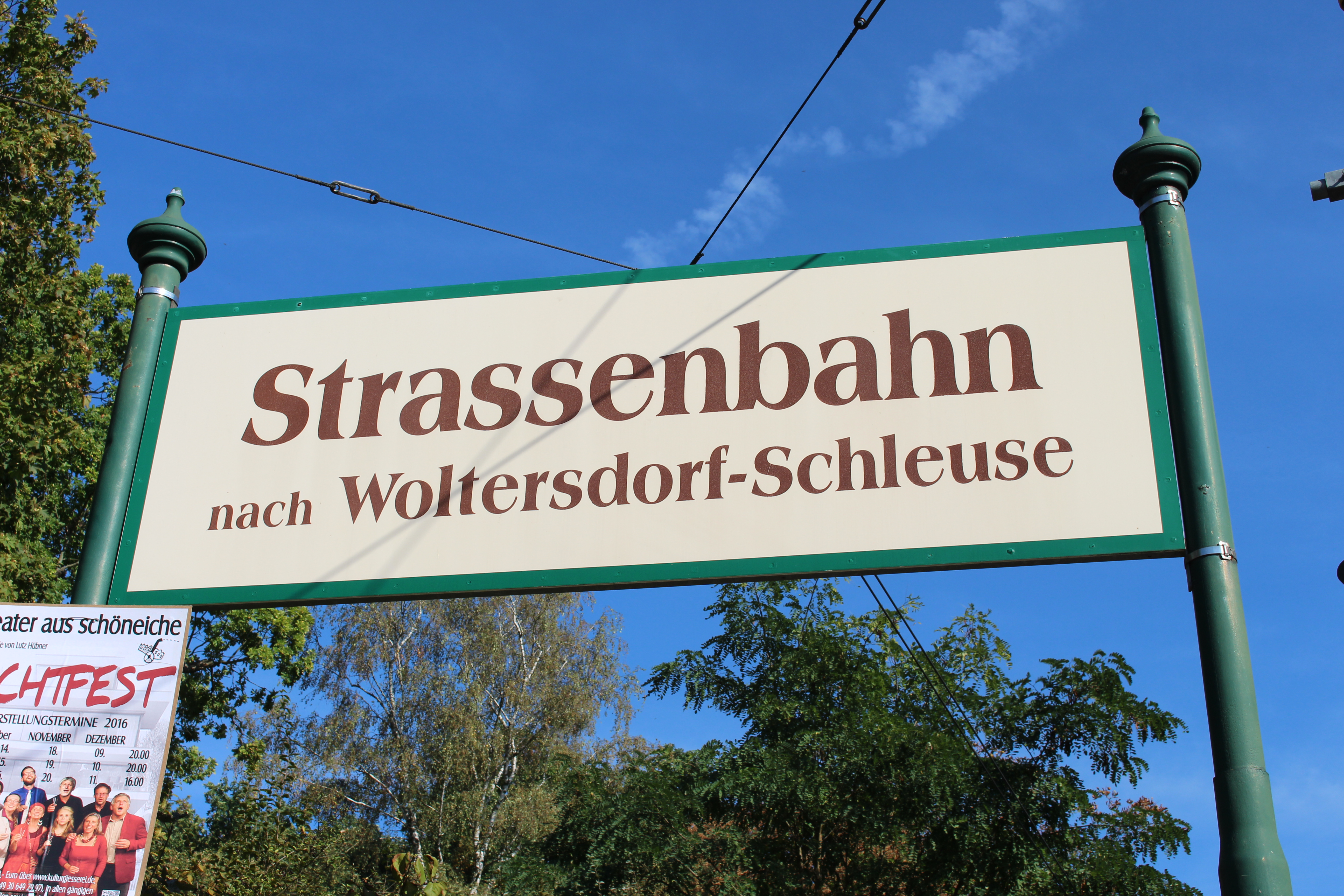
Panneau du Tramway de Woltersdorf
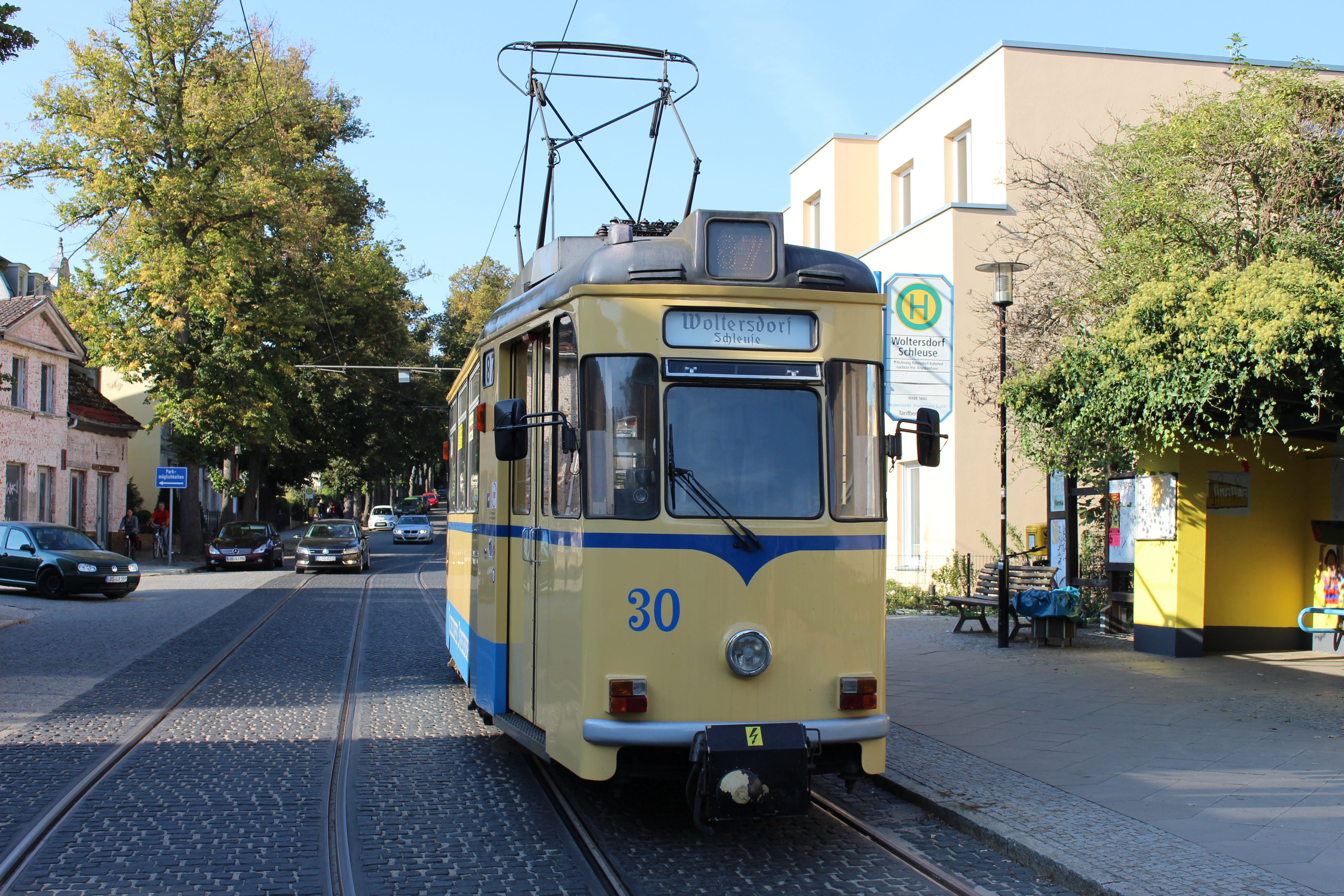
Rame du Tramway de Woltersdorf
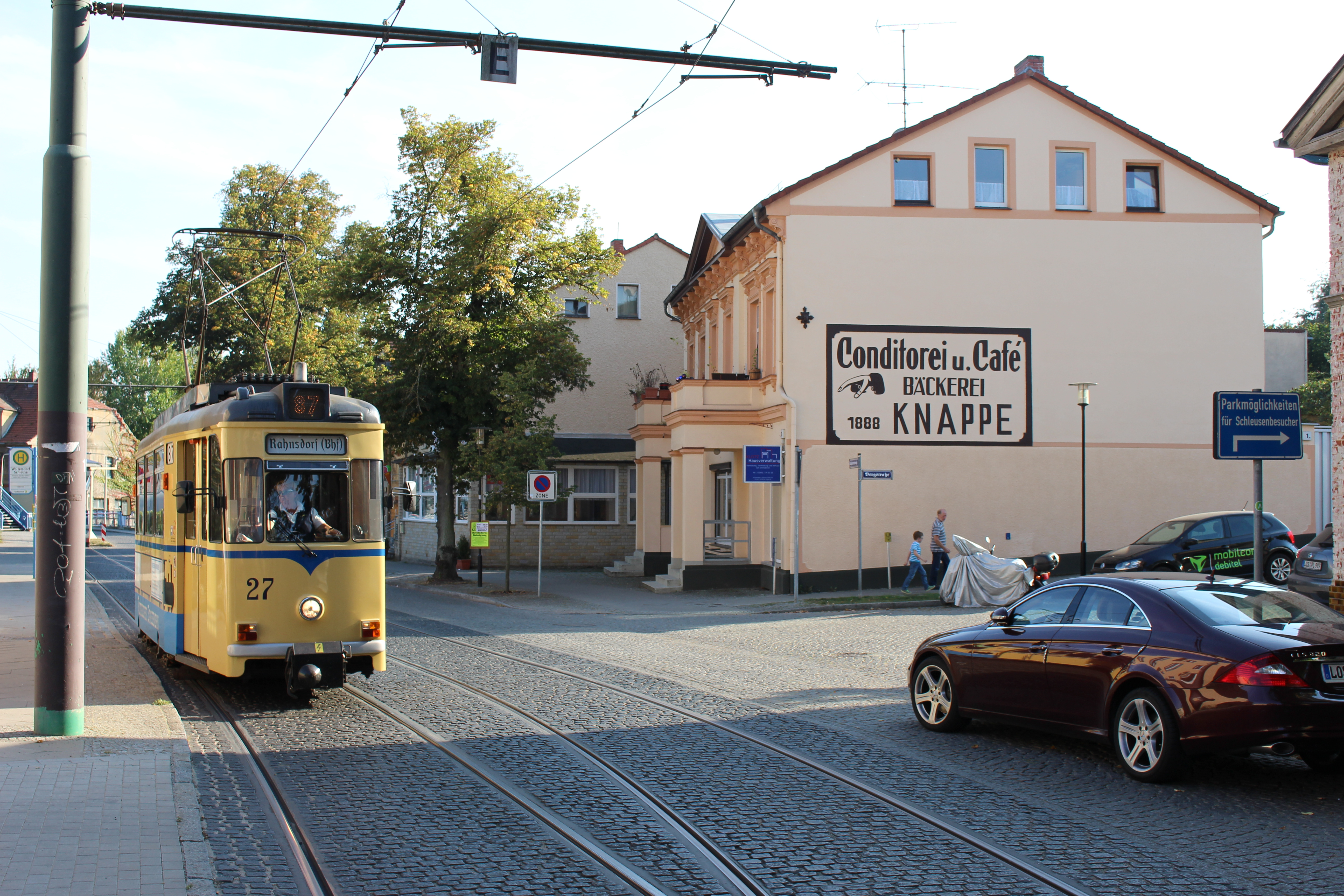
Une rame à la station Woltersdorfer Schleuse
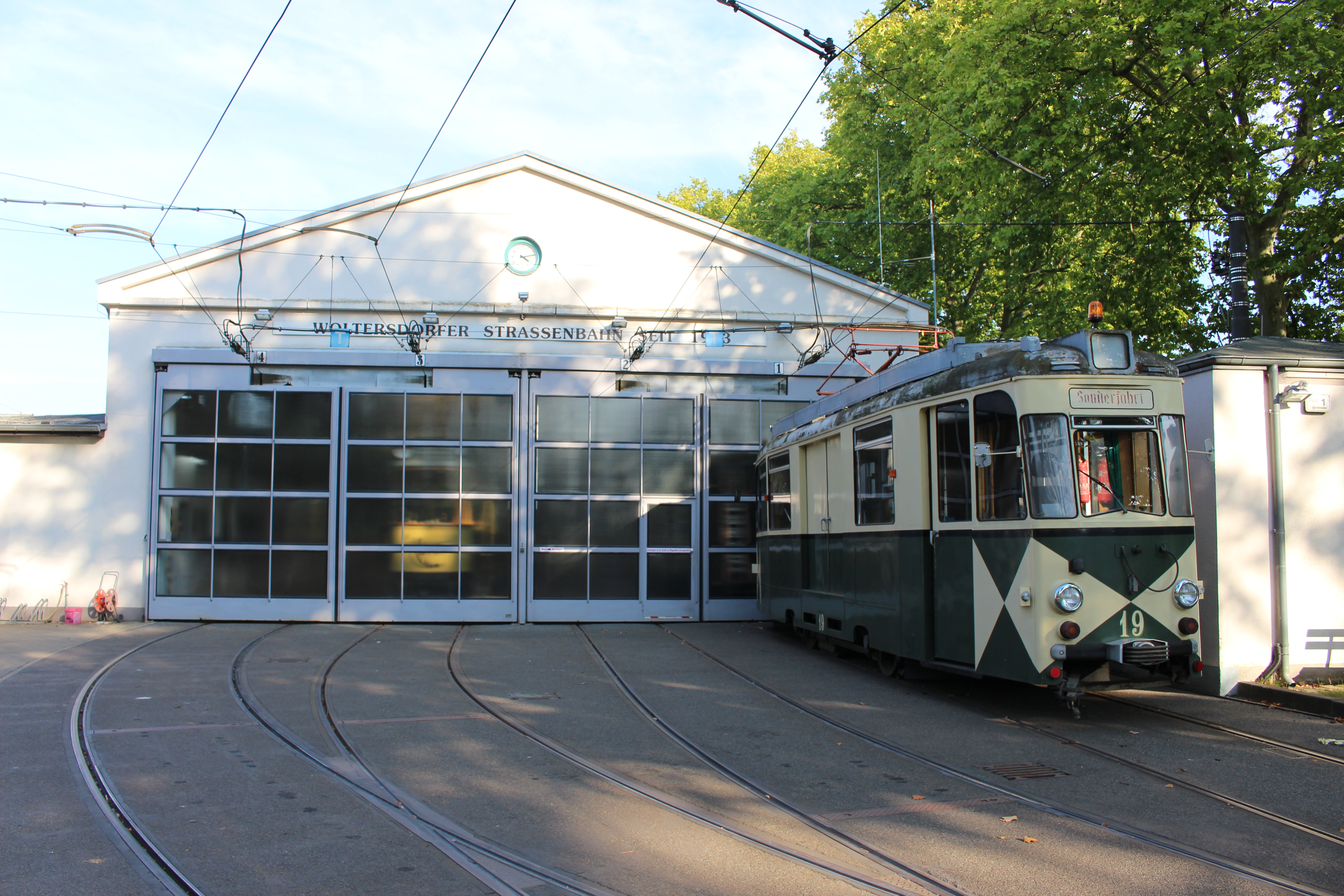
Dépôt des rames